# Haeromys pusillus
Haeromys pusillus es una especie de roedor de la familia Muridae.

## Distribución geográfica
Se encuentra en Indonesia, Malasia y las Filipinas.

## Hábitat
Su hábitat natural son: Clima tropical o Clima subtropical bosques áridos.